# 斯瓦帕河
斯瓦帕河是俄羅斯的河流，屬於謝伊姆河的右支流，由庫爾斯克州和奧廖爾州負責管轄，河道全長197公里，流域面積4,990平方公里，發源自中俄羅斯高地，河水主要來自融雪，每年十一月至翌年四月結冰。